# Fête de la Présentation de Jésus au Temple
 (janvier 2023).
Si vous disposez d'ouvrages ou d'articles de référence ou si vous connaissez des sites web de qualité traitant du thème abordé ici, merci de compléter l'article en donnant les références utiles à sa vérifiabilité et en les liant à la section « Notes et références ».
La fête de la Présentation de Jésus au Temple, ou Sainte Rencontre, associée à la Purification de la Bienheureuse Vierge Marie est une fête chrétienne, catholique et orthodoxe (où l'on dira plutôt Hypapante). Elle est célébrée le 2 février, quarante jours après Noël.
Cette fête correspond à la présentation de Jésus au Temple de Jérusalem par ses parents Marie et Joseph (cf. Lc 2,22-38) : « Et lorsque furent accomplis les jours pour leur purification, selon la loi de Moïse, ils l'emmenèrent à Jérusalem pour le présenter au Seigneur ». Cette fête symbolise le passage de l'Ancien au Nouveau Testament.

## Historique

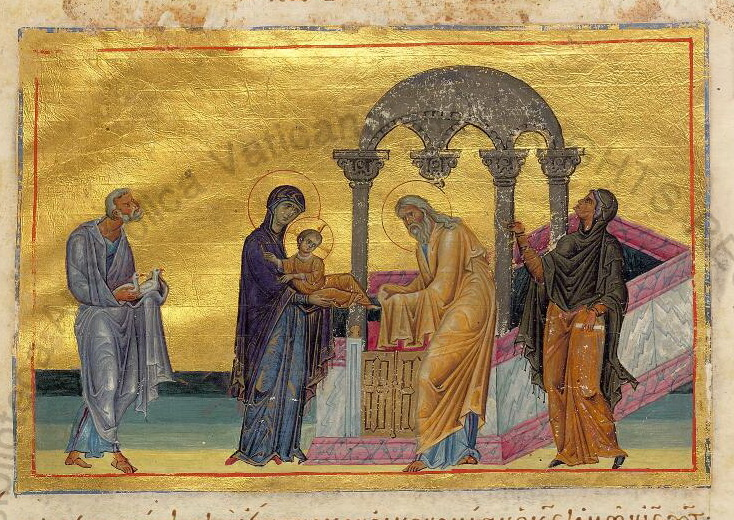
La Présentation au Temple, ménologe de Basile II.

Célébrée à Jérusalem dès le IVe siècle apr. J.-C.  — la pèlerine Égérie la décrit dans son livre Peregrinatio Aetheriae —  la fête s'étend à l'ensemble de l'Orient chrétien. Après avoir été célébrée 40 jours après l'Épiphanie orthodoxe (6 janvier), elle est ramenée au 2 février par l'empereur Justinien en 542 qui l'introduit à Constantinople. En orthodoxie, elle fait toujours partie du nombre des douze grandes fêtes de l'année liturgique.   
Cette fête exprime les thèmes de la purification de la mère, de la présentation de l'enfant au Temple de Jérusalem et de l'offrande due au garçon premier-né. Elle se célèbre 40 jours après Noël, donc le 2 février, parce que, en vertu de Lévitique 12, les mères juives devaient venir se purifier 40 jours après l'accouchement d'un garçon, soit 33 jours après sa circoncision. Et il leur était demandé également de sacrifier un animal (un agneau, deux pigeons ou deux tourterelles). Voulue sainte, pure et pleine de grâce dès le début des temps, Marie n'avait pas besoin de purification, mais par sa profonde humilité et son dévouement au service, elle obéissait au commandement de la Loi. 
La présentation de l'enfant s'accompagne de la présence de deux personnes âgées, Anne et Syméon. Veuve de 84 ans, Anne est une prophétesse, dévouée au service et assidue au Temple. Le vieillard Syméon est un homme juste et pieux à l'image de Joseph. Averti par l'Esprit Saint de la présence du Messie au Temple, il le prend dans ses bras et se met à proclamer que Jésus est la lumière du monde (« Nunc dimittis », cantique de Syméon) et qu'en même temps, il sera un signe de contradiction. Il annonce même à Marie sa mère : « une épée te transpercera l'âme » (Lc 2,35). Quant à Anne, elle va annoncer qu'elle a rencontré le Messie tant attendu de la délivrance d’Israël.
Joseph et Marie « rachètent » leur fils Jésus premier-né. Ce rite rappelle que Dieu a épargné les premiers nés des Hébreux lorsqu'il a infligé les dix plaies aux Égyptiens. L'enfant est soit consacré au service du Temple sans rachat (nazir), soit il est échangé contre une somme d'argent symbolique.  
En 542, la peste dite de Justinien sévit à Constantinople et tue quelques milliers de personnes par jour. Selon la tradition, un chrétien reçoit alors l'inspiration qu'il faut rendre la fête de la Rencontre du Seigneur plus importante. Lorsqu'une veillée nocturne et une procession avec la croix sont décidées et célébrées, le chiffre des victimes diminue nettement. En remerciement, l'Église a institué en 544 une célébration plus solennelle.
En Occident, à la fin du Ve siècle, le pape Gélase Ier abolit les Lupercales à Rome pour y instaurer la fête chrétienne. Le pape Serge Ier au VIIe siècle institue une procession de pénitence qui commence à l'aurore et qui se fait à la lueur de cierges, d'où le nom de Chandeleur (festa Candelarum). Cette procession représentait, entre autres, le voyage de Joseph, de Marie et de leur bébé pour aller de Nazareth au Temple de Jérusalem. C'est au VIIIe siècle que la fête devient également « mariale » sous l'appellation Purification de la Vierge Marie. C'est l'une des plus anciennes fêtes concernant la Mère de Dieu.  
À partir du Xe siècle, c'est en particulier à l'occasion de cette fête qu'on procède à la bénédiction des cierges.
Depuis 1997, la fête coïncide avec la Journée mondiale de la Vie consacrée décidée par le pape Jean-Paul II.